# دوغلاس ماركيز دوس سانتوس
دوغلاس ماركيز دوس سانتوس (بالبرتغالية: Douglas Marques dos Santos‏) (18 مايو 1985 في ساو باولو في البرازيل – )؛ هو لاعب كرة قدم كان يلعب كمدافع.

## وصلات خارجية
- دوغلاس ماركيز دوس سانتوس على موقع رابطة كرة القدم اليابانية للمحترفين (اليابانية)
- دوغلاس ماركيز دوس سانتوس على موقع قاعدة بيانات كرة القدم.إي يو (الإنجليزية)
- دوغلاس ماركيز دوس سانتوس على موقع Soccerway.com (الإنجليزية)
- دوغلاس ماركيز دوس سانتوس على موقع عالم كرة القدم.نت (الإنجليزية)